# Візантійський календар
Візантійський календар — календар Східної Римської імперії, що був офіційно затверджений імператором Василем II у 988 році та використовувався аж до падіння імперії в 1453 році. Він збігався з юліанським календарем, відрізняючись лише назвами місяців, перекладеними з латини на грецьку мову. Першим днем року вважалося 1 вересня, а початком літочислення 5509 рік до н. е., передбачувана дата створення світу. Починаючи з VII століття Візантійський календар поступово став використовуватись у всьому православному світі, наприклад, у Сербії та Болгарії. Використовувався, зокрема, і в давньоруських літописах (з деякими похибками в 1-2 роки, пов'язаними з датами першого дня нового року та іншими проблемами), а також взагалі на території Русі до календарної реформи Петра I в 1700.
Починати рік 1 вересня у Візантії стали близько 462 року, але офіційно це було визнано в 537 році. Проте, деякі візантійські хроністи (Максим Сповідник, Феофан Сповідник і Георгій Синкел) продовжували вважати початком року 25 березня, аж до X століття ведучи відлік із 5493 року до н. е.
Високосний рік у візантійському календарі обчислювався так само, як і високосний рік у початковій версії юліанського календаря: шляхом подвоєння шостого дня перед березневими календами, тобто «повторенням» 24 лютого. 29 лютого оголосили високосним днем тільки в Пізньому середньовіччі.